# Länsväg 171
Länsväg 171 går sträckan Hallinden (vid Länsväg 162) - Hunnebostrand och är 17 km lång. Hela sträckan ligger i Bohuslän. Vägen blev under 2005 en turistväg och är en del av Kustvägen Bohuslän.

## Anslutningar
- Länsväg 162 vid Hallinden.
- Länsväg 174 nära Hunnebostrand.

## Historia
Sträckan Hallinden-Åbyfjorden hade nummer 163 under perioden 1962-1985. År 1985 tilldelades dagens sträckning numret 171.